# Уэки, Сигэхару
Сигэхару Уэки (яп. 植木 繁晴 Уэки Сигэхару, 13 сентября 1954, Кавасаки, Канагава — 11 апреля 2024, Маэбаси) — японский футболист и тренер.
Умер 11 апреля 2024 года в возрасте 69 лет.

## Карьера
На протяжении своей футбольной карьеры выступал за клуб «Фудзита Индастрис».

## Национальная сборная
В 1979 году сыграл за национальную сборную Японии 1 матч, против сборной Сингапура.

## Статистика за сборную
| Сборная Японии | Сборная Японии | Сборная Японии |
| Год            | Матчи          | Голы           |
| -------------- | -------------- | -------------- |
| 1979           | 1              | 0              |
| Итого          | 1              | 0              |

## Достижения
- Джей-лиги: 1977, 1979, 1981
- Кубок Императора: 1977, 1979